# The Brotherhood
The Brotherhood es una película de terror de 2001 dirigida por David DeCoteau. Está protagonizada por Samuel Page, Josh Hammond y Bradley Stryker. Es la primera película de la saga homoerótica de películas de horror Brotherhood.

## Argumento
El joven Chris Chandler, un estudiante en la Universidad de Drake, consigue un nuevo compañero de habitación, Dan, y se hace amigo de él. Entretanto, las fraternidades están prometiendo y un estudiante que dijo que se había interesado por Doma Tau Omega es encontrado muerto en el campus.
Chris, quien no tiene una gran opinión sobre las fraternidades, conoce a una estudiante de psicología, Megan, quien le invita a él y a Dan a una fiesta en la fraternidad de Doma Tau Omega, diciendo que no quiere ir allí sola. Aun así, cuando llegan a la fiesta, Chris se da cuenta de que solo parece estar interesado en el líder de DTO, Devon Eisley, y se le acerca. Después de estar esperando a Chris durante mucho rato, Megan y Dan abandonan la fiesta. Chris, entretanto, es emborrachado por Devon, quien le convierte en miembro de DTO tras beber un poco de su sangre mientras, a cambio, Chris tiene que beber un poco de la de Devon.
Poco después, Chris es introducido a las fiestas en la casa DTO, donde él y Devon beben la sangre de una chica llamada Sandy. Dan está preocupado por el cambio de Chris desde que se unió a la fraternidad. Investigando el libro de DTO, Dan se impresiona al encontrar fotos de Devon durante décadas de la historia de la fraternidad, completamente sin cambios. Persuade a Megan para ir con él a la habitación de Chris, la cual encuentran totalmente destrozada, por lo que deciden buscar a Chris en la casa de la fraternidad.
En la casa DTO, Devon le dice a Chris que vive eternamente mientras transforma su alma a un cuerpo nuevo cada siglo, y que en este momento, Chris sería el cuerpo que está utilizado. El estudiante encontrado muerto en el campus fue incitado a suicidarse, ya que estaba temeroso de participar en la ceremonia. Chris intenta huir pero es golpeado por otros miembros de DTO, Barry y Jordan. Dan y Megan intentan introducirse a la casa de la fraternidad, pero son bloqueados por otro miembro de DTO, Mikhail, quien les acecha con un hacha. Dan se apropia de la aguja utilizada por los miembros de la fraternidad para conseguir sangre de sus víctimas y la clava en el cuello de Mikhail, matándole.

En la casa, Dan y Megan conocen a Berry, Jordan, Devon y Chris, quienes ya están empezando la ceremonia. Megan se revela como un señuelo que ha trabajado para Devon en los últimos setenta años y era la encargada de engañar a Chris. Acecha a Dan con el hacha, diciendo que le matará si Chris intenta resistirse al ritual. Chris deja de luchar y se arrodilla delante de Devon. Mientras todo el mundo está concentrando en Chris, Dan de repente se abalanza sobre Megan. Coge el hacha, y ataca a Devon con ella. Devon, los otros miembros de fraternidad y Megan mueren, dejando a Chris y a Dan entre la carnicería. Dan pregunta por qué Chris no había muerto, y Chris responde, " te dije que nunca me uniría a una fraternidad." 

## Reparto
- Samuel Page como Chris Chandler.
- Josh Hammond como Dan.
- Bradley Stryker como Devon Eisley.
- Elizabeth Bruderman como Megan.
- Forrest Cochran como Barry.
- Michael Lutz como Jordan.
- Donnie Eichar como Mikhail.
- Christopher Cullen
- Brandon Beemer
- Brian Bianchini
- Chloe Cross como Sandy.
- Rebekah Ryan

## Secuelas
- The Brotherhood II: Young Warlocks (2001)
- The Brotherhood III: Young Demons (2003)
- The Brotherhood IV: The Complex (2005)
- The Brotherhood V: Alumni (2009)
- The Brotherhood VI: Initiation (2010)